# 하시모토 아리나
하시모토 아리나(일본어: 橋本 ありな, 1996년 12월 15일 ~ )는 일본의 AV 배우이다.
흡연자이다.
[[파일:220918155933_8897_8433.jpg]]